# دانشگاه آبانت عزت بایسال
دانشگاه عزت آبانت یک دانشگاه در ترکیه است.

## نیم‌نگاهی بر دانشگاه
این دانشگاه در سال ۱۹۹۲ میلادی در شهر بولو ساخته شد. دارای ۶ دانشکده، ۵ مدرسه عالی، ۴ مدرسه عالی آموزش شغلی و ۳ انستیتو است. تعداد ۱۰ هزار دانشجو و ۵۰۰ کادر علمی دارد. مجتمع دانشگاه در ۱۲ کیلومتری دانشگاه قرار دارد.
دانشگاه دارای ۵ خوابگاه دخترانه و پسرانه است. علاوه بر مجتمع در خوابگاه‌ها نیز به دانشجویان غذای ظهر داده می‌شود. فعالیت فرهنگی در دانشگاه جریان دارد. یک مرکز فرهنگی سه طبقه با هدف انجام فعالیت‌های فرهنگی در دانشگاه وجود دارد. در مرکز مذکور، کنسرت‌‌ها، نمایشگاه‌ها، سخنرانی‌ها و فعالیت‌های دیگر ترتیب داده می‌شود.